# عرب لندن (مسلسل)
عرب لندن، هو مسلسل دراما اجتماعي عربي مشترك يشترك فيه ممثلون من عدة دول عربية يعرض على قناة روتانا الخليجية، وقد بدأ عرضه الأول خلال شهر رمضان عام 2008م. المسلسل من إخراج المخرج السوري أنور قوادري. يتناول المسلسل قضية هجرة العرب إلى الغرب والمشاكل المرافقة لها عبر طرح موضوع العرب المهاجرين في لندن والجيل الأول والثاني كمثال. المسلسل من إنتاج شركة إيبلا الدولية للانتاج السينمائي والتلفزيوني ومؤسسة «سندباد فيلم» للإنتاج الفني. والجدير بالذكر أن المخرج أنور قوادري قد درس وعاش معظم حياته في لندن. وقد صور المسلسل في بريطانيا وسوريا وسلوفينيا وبلغت تلكفت إنتاجه حوالي ثلاثة ملايين دولار أمريكي.